# Callyspongia incrustans
Callyspongia incrustans är en svampdjursart som först beskrevs av R.W. Harold Row 1911.  Callyspongia incrustans ingår i släktet Callyspongia och familjen Callyspongiidae.
Artens utbredningsområde är Sudan. Inga underarter finns listade i Catalogue of Life.